# Васильчук Анастасія Адамівна
Анастасія Адамівна Васильчук (1890, село Шпанів, тепер Рівненського району Рівненської області — ?) — українська радянська діячка, новатор сільськогосподарського виробництва, ланкова колгоспу «Перемога» Ровенського району Ровенської області. Герой Соціалістичної Праці (28.04.1951). Депутат Ровенської обласної ради 3—5-го скликань.

## Біографія
Народилася в бідній селянській родині. Працювала у власному сільському господарстві.
З 1949 року — ланкова колгоспу «Перемога» (з 1951 року — імені Молотова, потім — імені Кагановича, з 1957 року — «Заповіт Ілліча») села Шпанів Ровенського району Ровенської області.
28 квітня 1951 року Анастасії Васильчук, за «одержання в 1950 році високого врожаю цукрових буряків», першою в Ровенській області було присвоєне звання Героя Соціалістичної Праці з врученням ордена Леніна і медалі «Золота Зірка». В указі зазначалося, що Анастасія Васильчук «одержала врожай цукрових буряків 731 центнер з гектара на площі 4 гектари»
Потім — на пенсії в селі Шпанів Ровенського району Ровенської області.

## Нагороди
- Герой Соціалістичної Праці (28.04.1951)
- орден Леніна (28.04.1951)
- медалі